# Ambrosius Hubrecht
Ambrosius Arnold Willem Hubrecht (Rotterdam, 2 maart 1853 - Utrecht, 21 maart 1915) was een Nederlandse hoogleraar aan de Medische Faculteit van de Rijksuniversiteit Utrecht; zijn werkterrein betrof de zoölogie (dierkunde) en vergelijkende anatomie. Zijn vader Paul François Hubrecht (niet te verwarren met zijn gelijknamige zoon en overgrootvader) was secretaris-generaal van Binnenlandse Zaken en gezamenlijk met de ambtenaar Victor de Stuers stonden ze aan de wieg van de heropleving van staatssteun aan kunst en wetenschappen in de jaren na de Frans-Duitse Oorlog.
Hubrecht richtte zich op anatomie en embryologie. In zijn ambtswoning aan het Janskerkhof te Utrecht werd - bij zijn leven - het Laboratorium voor Anatomie/Embryologie en het Anatomisch Museum gehuisvest. Na zijn dood deed zijn voormalige woning dienst als het Hubrecht-Laboratorium (vanaf 1916).
Hubrecht correspondeerde vanaf 1882 met Charles Darwin, de grondlegger van de evolutietheorie. De briefwisseling is bewaard gebleven en aanwezig op het Hubrecht Instituut, het onderzoeksinstituut voor ontwikkelingsbiologie van de KNAW in Utrecht dat naar Hubrecht is vernoemd.
Gedurende zijn leven heeft Hubrecht een grote collectie embryonaal materiaal van zoogdieren aangelegd, voornamelijk afkomstig uit het voormalige Nederlands-Indië. In de loop der jaren zijn hier ook andere belangrijke soortgelijke collecties uit het buitenland aan toegevoegd. De collectie is voor studie beschikbaar in het Museum für Naturkunde in Berlijn dat onderdeel uitmaakt van de Humboldt-Universität.
Hubrecht werd ook internationaal als een groot geleerde erkend, hij ontving zes eredoctoraten (St Andrews, Princeton, Cambridge, Glasgow, Giessen, Dublin). Voorts werd hij in 1883 benoemd tot lid van de Koninklijke Nederlandse Akademie van Wetenschappen, (KNAW) en van vele buitenlandse academische en wetenschappelijke genootschappen. Vanaf 1893 was hij redacteur van tijdschrift De Gids.
Een aantal cultuur-historische onderdelen worden tentoongesteld in het Universiteitsmuseum Utrecht.